# 2017 na Coreia do Sul
Esta é uma cronologia dos principais fatos ocorridos no ano de 2017 na Coreia do Sul.

## Incumbentes
- Presidente
  - Park Geun-hye (suspensa temporariamente em 9 de dezembro de 2016 e afastada definitivamente em 10 de março de 2017)
  - Hwang Kyo-ahn, interino (9 de dezembro de 2016–10 de maio de 2017)
  - Moon Jae-in (10 de maio de 2017–atualmente)
- Primeiro-ministro
  - Hwang Kyo-ahn (2015–10 de maio de 2017)
  - Lee Nak-yon (10 de maio de 2017–atualmente)

## Eventos
- 10 de maio – É realizada a eleição presidencial na Coreia do Sul em 2017, antecipada devido ao afastamento da presidente Park Geun-hye. Moon Jae-in é eleito presidente.

## Esportes
- 9 a 12 de fevereiro – A cidade de Gangneung sedia o Campeonato Mundial de Patinação de Velocidade no Gelo Single Distance de 2017
- 14 a 19 de fevereiro - A cidade de Gangneung sedia o Campeonato dos Quatro Continentes de Patinação Artística no Gelo de 2017

## Mortes
- 18 de janeiro – Jung Mikyung, 56, novelista[1]
- 18 de Dezembro – Kim Jonghyun, 27, Cantor, Compositor e eterno Ex-Integrante do grupo SHINee